# Chelophyes contorta
Chelophyes contorta är en nässeldjursart som först beskrevs av Adrien Jacques de Lens och Van Riemsdijk 1908.  Chelophyes contorta ingår i släktet Chelophyes och familjen Diphyidae. Inga underarter finns listade i Catalogue of Life.